# Polémée
Pour les articles homonymes, voir Philippe.
Polémée (en grec ancien Πολεμαῖος / Polemaios), et non Ptolémée comme indiqué par erreur par certains sources antiques ou modernes, mort en 309 av. J.-C., est un neveu d'Antigone le Borgne et l'un de ses amiraux durant les guerres des Diadoques. 

## Biographie
Polémée dirige la flotte d'Antigone, avec un autre neveu du Diadoque, Télesphore, constituée en 315 av. J.-C., laquelle intervient en Grèce en 314. Il parvient à enlever la Grèce à Cassandre puis réprime une révolte de Télesphore contre leur oncle (vers 313-312). Mais l'échec de son cousin Démétrios, le fils d'Antigone, à Gaza en 312 empêche l'expédition projetée par Antigone en Grèce.
Polémée entre vite en conflit avec son oncle. Il estime ses services insuffisamment récompensés et se crée une principauté indépendante en mer Égée, où il possède l'essentiel de la flotte d'Antigone, autour de la ville de Chalcis en Eubée. Il entraîne dans sa rébellion Phénix de Ténédos, un de ses officiers qui dirige pour Antigone la Phrygie hellespontique. Polémée s'allie aussi avec Cassandre. Cependant il désapprouve le meurtre du roi Alexandre IV (310) par Cassandre et s'en détache pour se rapprocher de Ptolémée qui vient d'intervenir en mer Égée (309). Mais Ptolémée qui cherche à s'emparer de la Grèce le fait venir à Cos puis s'en débarrasse en le condamnant à boire la ciguë (309).

## Source antique
- Diodore de Sicile, Bibliothèque historique [détail des éditions] [lire en ligne], XIX-XX.